# Gloeoporus pendens
Gloeoporus pendens är en svampart som beskrevs av Corner 1989. Gloeoporus pendens ingår i släktet Gloeoporus och familjen Meruliaceae.   Inga underarter finns listade i Catalogue of Life.